# Erik von Hofsten
Erik Gustaf Nils von Hofsten, född 2 november 1874 på Kilagården i Västra Gerums socken, död 4 september 1956 i Stockholm, var en svensk bankman.
Erik von Hofsten var son till Nils von Hofsten. Efter mogenhetsexamen i Skara 1894 genomgick von Hofsten 1895 Göteborgs handelsinstitut och innehade under de följande åren olika befattningar i svenska banker. Åren 1898–1900 var han anställd i en tysk bankirfirma. Han blev 1905 kamrer i Stockholms köpmannabank och inträdde 1905 i Sveriges allmänna hypoteksbank som kamrer. Senare blev han kontorschef där och 1936–1944 innehade han posten som dess VD. 1916–1936 innehade von Hofsten även posten som VD i Enskilda järnvägarnas pensionskassa. Han var 1912–1926 av Stockholms handelskammare auktoriserad revisor och 1917–1923 revisor hos Statens kristidskommission samt fungerade 1920–1921 som statens kolkontrollant. Som sekreterare eller ledamot deltog von Hofsten i ett flertal olika kommittéer och utredningar främst inom jordbrukskreditens område. 1921–1922 var han teknisk sekreterare hos 1921 års fastighetssakkunniga och 1928–1929 medlem av 1927 års fastighets- och skogskreditsakkunniga. Från 1935 var han ledamot av Lånenämnden för sekundär jordbrukskredit. Han var vidare från 1918 sekreterare i Svenska obligationskreditaktiebolaget och innehade 1922–1937 samma befattning i AB Kreditkassan av år 1922. Han var styrelseordförande och styrelseledamot i ett flertal företag med bank-, bankir-, handels- och industriverksamhet med och samt ledamot av Riddarhusdirektionen med mera.